# 霍尔茨
霍尔茨 或者 霍尔泽（德語：Holzer）可以指：

## 人名
- 法比安·霍尔茨（德語：Fabian Holzer，1992年7月28日－），德国男子羽毛球運動員。
- 阿什莉·霍尔泽（英語：Ashley Holzer，1963年10月10日－），加拿大和美國女子馬術運動員。

|  | 本页或本分段罗列了姓氏为「K」的人物。 如果是一个指代特定个人的内链将您引导到本页，請考慮修正該人物的名字以將链接指向正確的條目。 |